# Abházia történelme
Abházia történelme cikk az ókortól napjainkig terjedő időszakot öleli fel.

### Korai történelem

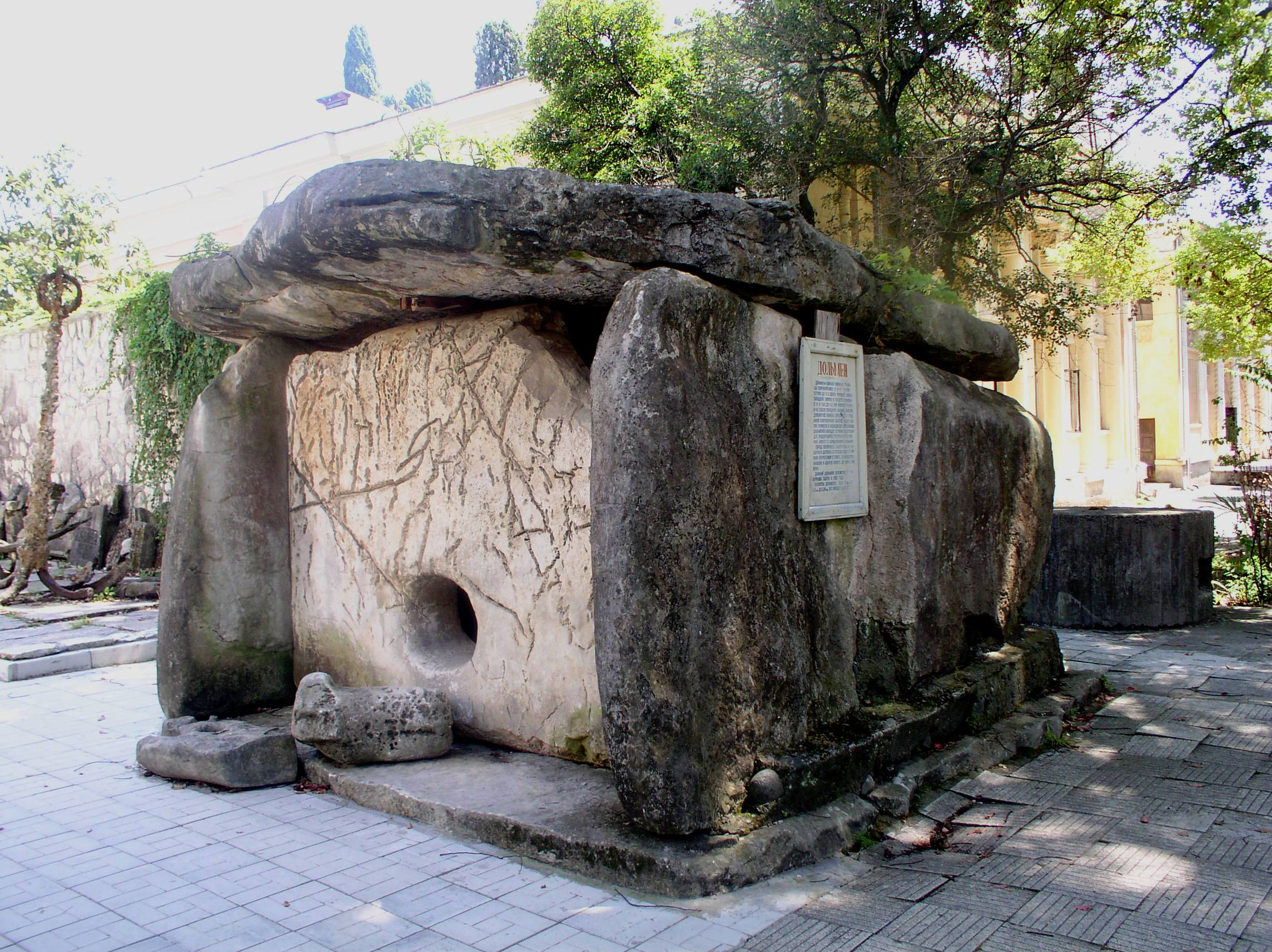
Egy prehisztorikus dolmen (ma a Szuhumi Múzeumban)

Az i. e. 9-6. században a mai Abházia területe Kolkhisz (Kolkha) grúz királysághoz tartozott, annak felbomlása után i. e. 63-ban Egrisi királyság kebelezte be. Görög kereskedők kikötőket létesítettek a Fekete-tenger partján. Ezek egyike volt Dioscurias, amelyből kifejlődött Szuhumi, Abházia hagyományos fővárosa.
A klasszikus írók, Arrian, Plinius és Strabo beszámolt az abasgoi  és a moschoi  népekről valahol a mai Abházia területén, a Fekete-tenger keleti partján. Ez a régió később, i. e. 63-ban  a Lazicai (Egrisi) Királyságba került.

### A Római és Bizánci Birodalomban
A Római Birodalom a Kr.u. 1. században hódította meg Lazica (Egrisi) Királyságát; a római jelenlét azonban csak a kikötővárosokra korlátozódott.  Arrianus szerint az Abasgoi és Apsilae népek névleges római alattvalók voltak, és volt egy kis római előőrs Dioscuriasban. 
A 4. század után Lazica visszanyerte függetlenségét, de továbbra is a Bizánci Birodalom befolyási övezetében maradt.  Anakopia volt a fejedelemség fővárosa. Az ország nagyrészt keresztény volt, az érseki székhely Pityusban (Picunda) volt. 
Nem ismert, hogy Abházia lakossága mikor lett keresztény.
A keresztény keleti hagyomány szerint a zelóta Simon apostol itt, Abháziában halt meg egy missziós út során, és Nikopsiszban temették el; maradványait pedig később Anakópiába szállították. 

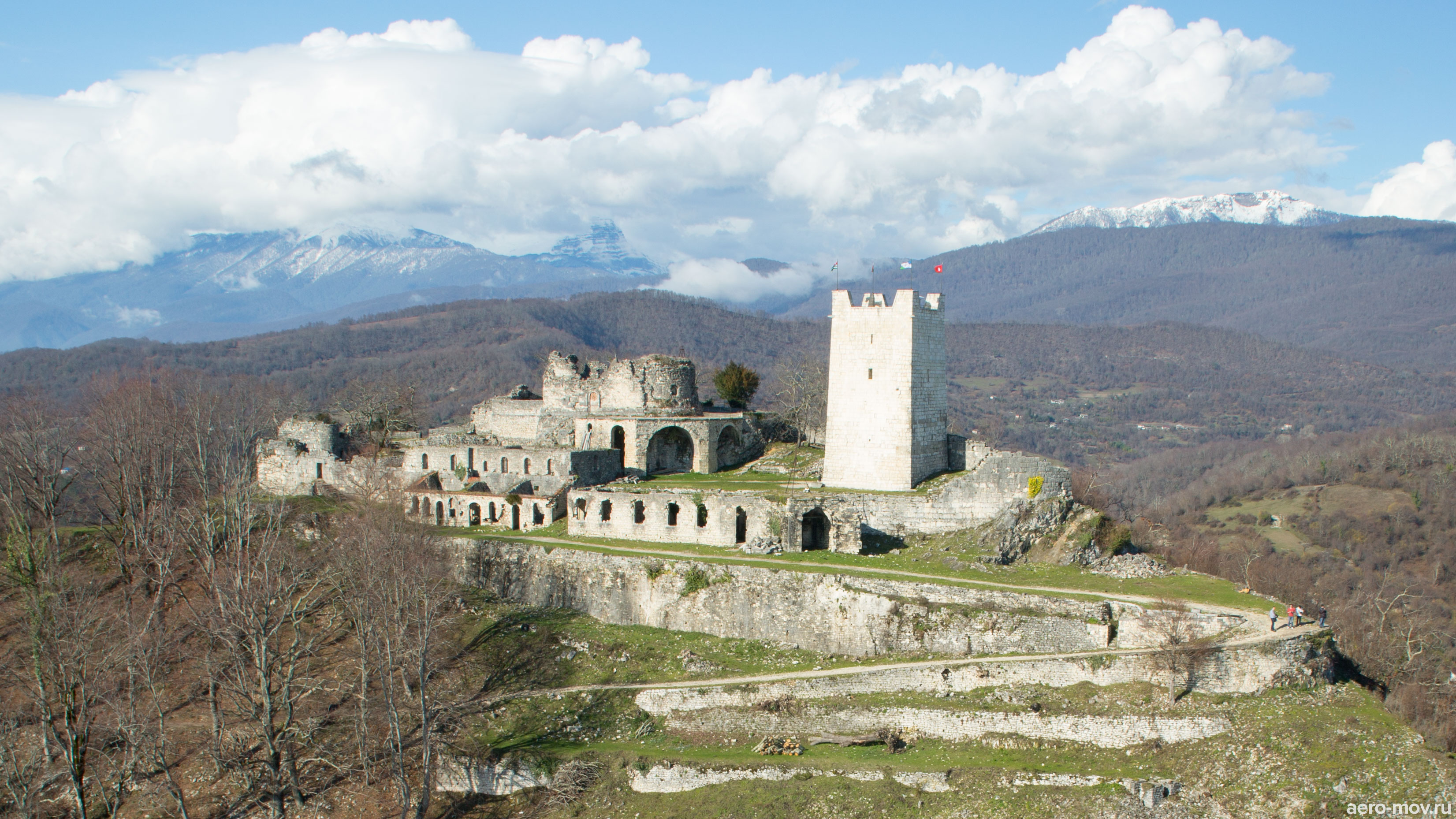
Anakopia erődje (Анакопийская крепость)

Sztratofil, Pityus (Picunda) metropolitája 325-ben részt vett az első niceai zsinaton.
A 6. század közepe táján a bizánciak és a szomszédos szászánida perzsa harcoltak az Abházia feletti hatalomért, ezt a konfliktust a lázi (kolkhidiai) háború  néven ismerik. A háború alatt az abazgok fellázadtak a Bizánci Birodalom ellen, és a szászánidák segítségét kérték; a lázadást azonban leverték. 
A 7. században Abházia autonóm fejedelemség volt a Bizánci Birodalomban – ez a helyzet a 9. századig maradt fenn, amikor egyesült Imereti tartománnyal és létrejött az Abház Királyság. 
A II. Marván vezette arab betörést Abazgiába I. Leon herceg lázi és ibériai szövetségeseivel együtt 736-ban visszaverte. 
Az arab kalifátus elleni sikeres védekezés elegendő hatalmat biztosítottak az abazgi hercegeknek, hogy nagyobb autonómiát igényeljenek a Bizánci Birodalomtól. 778 körül II. Leon herceg a kazárok segítségével kikiáltotta függetlenségét a Bizánci Birodalomtól, és áthelyezte rezidenciáját Kutaisziba . Ebben az időszakban  a kultúra nyelveként a grúz nyelv váltotta fel a görögöt. 

Az Abház Királyság egyesült az újonnan megalakult Grúz Királysággal 1008-ban

### Egységes királyság
Az Abház Királyság i.sz. 850 és 950 között virágzott, amely a 10. század végén és a 11. század elején Abházia és a kelet-grúz államok egyetlen grúz monarchiává történő egyesülésével ért véget, és amelyet III. Bagrat király irányított. 
Tamar királynő uralkodása alatt a grúz krónikák Otaghot Abházia erisztávjaként említik. 
A 9-10. században grúz királyok próbálkoztak valamennyi mai grúz tartomány egyesítésével – 1001-ben III. Bagrat király létrehozta az első egységes grúz királyságot.
Az 1240-es években a mongolok nyolc katonai-közigazgatási szektorra ( tümen ) osztották Grúziát. A korabeli Abházia területe a Tsotne Dadiani által igazgatott tümen részét képezte. 

### Oszmán uralom

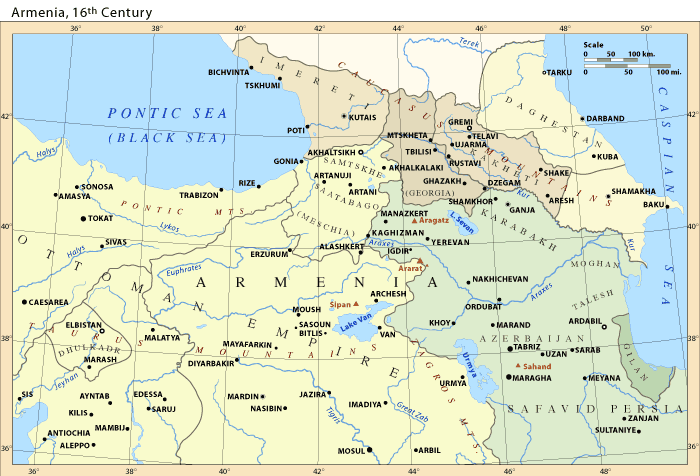
Az Imereti Királyság és a környék a 16. században

A 16. században, a Grúz Királyság kis királyságokra és fejedelemségekre való felbomlása után létrejött az Abházia Hercegség (névlegesen az Imereti Királyság vazallusa), amelyet a a Shervashidze (vagy Sharvasidze, vagy Chachba) dinasztia irányított. 
1453-ban az oszmánok megtámadták Szuhumit, és az 1570-es években helyőrséggel rendelkeztek itt. 
A 17. században végig folytatódtak a támadások, ami Abházia megadóztatásához vezetett. Az oszmán befolyás jelentősen megnőtt a 18. században, amikor Szuhumiban egy erődöt építettek, amit Abházia és sok más abház uralkodóinak iszlámra való áttérése kísért. Ennek ellenére az abházok és a törökök közötti konfliktusok továbbra is fennálltak. 
Az oroszok benyomulása a Kaukázusba elszigetelt, de gyakori összeütközésekre vezetett az oroszok és a kaukázusi népek között. Végül háború tört ki a Kaukázusban, ennek során Oroszország meghódította a Kaukázus északi és nyugati részét.

### Orosz függőség
Abházia 1801-ben védelmet kért az Orosz Birodalomtól. 1810-ben az oroszok "autonóm fejedelemséggé " nyilvánították.  
A különböző grúz hercegségeket az Orosz Birodalom 1801 és 1864 között annektálta. Az oroszok kisebb területeket szakítottak ki Abháziából 1829 és 1842 között; de hatalmukat nem ismerték el 1864-ig, amikor a helyi fejedelemségek feloszlatásakor megszűnt a Shervasidze fejedelmek uralma. 
Oroszország 1864-ben annektálta Abháziát, és az abház ellenállás megtört, mivel az oroszok a muszlim abházokat oszmán területekre deportálták.   
Sok muszlim abház vándorolt ki Törökországba 1864 és 1878 között. Arányukat az abház lakosság 60%-ára teszik, bár a korabeli népszámlálási adatok nem megbízhatóak.
Mai abház történészek szerint nagy területek maradtak lakatlanul, ahova örmények, grúzok és oroszok (mind keresztények) költöztek. Ezt az állítást grúz történészek hevesen vitatják, akik szerint grúz törzsek (migréliaiak és szvanok) már a Kolkhiszi királyság kora óta élnek Abháziában. Szerintük az abházok azoknak az észak-kaukázusi népeknek (adige, apszua) a leszármazottjai, akik a Kaukázustól északra eső vidékről vándoroltak be Abháziába, és keveredtek a már ott élő grúz lakossággal.

### A Szovjetúnióban

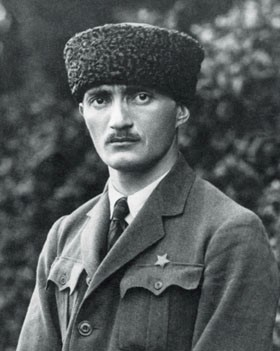
Nesztor Lakoba, Abházia bolsevik vezetője

Az 1917-es októberi orosz forradalom után 1918-ban létrejött a független Grúzia, ennek része volt Abházia. Grúzia mensevik kormányzata korlátozott autonómia megadásával gondolta megoldani a terület problémáit. 1921-ben a bolsevik Vörös Hadsereg megszállta Grúziát, és véget vetett a rövid életű függetlenségnek. 1931-ben Sztálin Abháziát autonóm köztársasággá alakította szovjet Grúzián belül. A névleges autonómia dacára szigorú központosított uralom érvényesült. A grúz lett a hivatalos nyelv. Lavrentyij Berija ösztönözte a betelepülést Abháziába, és a nyomás hatására sokan át is települtek. Később, az 1950-es és 1960-as években I. Vazgen és az örmény katolikus egyház bátorította és támogatta az áttelepülést Örményországból Abháziába. A 21. században az örmények a legnagyobb kisebbség Abháziában.
Az abházok elnyomása Sztálin halálával és Berija kivégzésével ért véget, attól kezdve nagyobb szerepet kaptak a köztársaság kormányzatában. Mint a legtöbb kis köztársaságban, a szovjet kormányzat bátorította a kultúra, különösen az irodalom fejlődését. Etnikai kvóták bevezetése a bürokrácia posztjain az abházok politikai befolyásának csökkenéséhez vezetett, mert kisebbségbe kerültek a köztársaságban. Ez az „oszd meg és uralkodj” elvének gyakorlati megvalósulása volt, így lett a helyi elit megosztott, de megosztottan is a szovjet hatalom támogatója. A többi etnikai csoport – legkivált a grúzok – vezetői is diszkriminációról beszéltek, nőttek az etnikai feszültségek a köztársaságban.
A függetlenségre törekvő grúz ellenzék már 1988 végén meghirdette a grúziai autonómiák felszámolásának szándékát. A grúz többségű Abháziában a grúz nacionalisták 1989 tavaszán tüntetések sorozatát szervezték, az abházokról mint észak-kaukázusi betelepültekről beszéltek. Az abházok márciusban nagy tüntetésen követelték Lihniben az autonóm köztársaság függetlenségét.

### Az abház háború

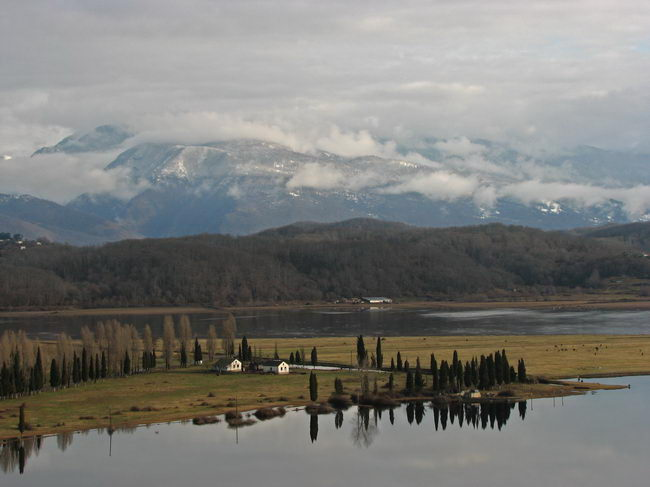
Panoráma a Picunda-fokról

Amikor a Szovjetunió szétesett 1991-ben, az abházok és grúzok közötti etnikai feszültség nőtt, miközben Grúzia haladt a függetlenség felé. Sok abház ellenezte a grúz függetlenséget, attól való félelmében, hogy az felszámolja autonómiájukat. Saját különálló szovjet köztársaságot szerettek volna. Ez a vita 1989. július 16-án Szuhumiban zavargásokhoz vezetett. Tizenhat grúzt megöltek, és 137 megsebesült, amikor ők megpróbáltak egy abházt eltávolítani a grúz egyetemről. Néhány nap után szovjet csapatok állították helyre a rendet, de folytatódott a rivális milíciák egymást provokálása.
A Mihail Gorbacsov által 1991. március 17-én a Szovjetunió megújításáról kiírt népszavazást a grúz szovjet köztársaság bojkottálta, de Abházia lakosságának 52,3%-a – gyakorlatilag az összes nem grúz – részt vett rajta, és túlnyomó többségük (98,6%) az unió fenntartására szavazott. A március 31-én Grúzia függetlenségéről tartott népszavazást viszont a nem grúzok bojkottálták. A grúz lakosság nagy többsége Grúzia függetlenségét támogatta. Ennek nyomán 1991. április 9-én Grúzia kikiáltotta függetlenségét a korábbi disszidens, Zviad Gamszahurdia vezetésével.
Gamszahurdia nagyon gyorsan népszerűtlenné vált, és decemberben a Grúz Nemzeti Gárda megszállta Tbilisziben a kormányzat hivatalait Tengiz Kitovani parancsára. Az államcsíny után néhány héttel, 1992 januárjában ő is lemondásra kényszerült. Eduard Sevardnadze korábbi szovjet külügyminiszter, akinek nagy szerepe volt a Szovjetunió lebontásában, váltotta fel a grúz elnöki székben Gamszahurdiát. Ezzel a kormányzatban a keményvonalas grúz nacionalisták kerültek döntő pozíciókba.
1992. február 21-én a Grúziát uraló katonai tanács érvénytelennek nyilvánította a szovjet időszak alkotmányát, és ismét hatályba helyezte az 1921-es alkotmányt. Sok abház úgy tekintett erre a lépésre, mint autonómiájuk felszámolására. 1992. július 23-án a szakadár abház rezsim kikiáltotta a függetlenségét Grúziától, bár ezt a lépést más hatalom nem ismerte el. A grúz kormányzat Gamszahurdia híveit vádolta a belügyminiszter elrablásával és fogságba vetésével Abháziában. 3000 katonát vezényelt a térségbe a rend helyreállítására. Súlyos harcok bontakoztak ki Tbiliszi erői és az abház milícia között Szuhumiban és környékén. Az abház hatóságok elutasították Grúzia igényeit és invázióról beszéltek. Az egyhetes harc számos sebesülést okozott mindkét oldalon. Végül a grúz kormány erői ellenőrzésük alá vonták Abháziát, és elvágták a régiót a külvilágtól.
Az abházok katonai veresége vezetett egy sajátos szervezet megalakulásához. A Kaukázusi Hegyi Népek Konföderációja Észak-Kaukázus oroszbarát mozgalmainak gyűjtőszervezete volt. Részt vettek benne csecsenek, kozákok, oszétok, Oroszországból érkezett önkéntesek százai. Itt tevékenykedett Samil Baszajev, aki később a Moszkva-ellenes csecsen szakadárok egyik vezetője lett. Ők támogatták az abház szeparatistákat a grúz kormányzat ellenében. Beszámolók szerint reguláris orosz erők is beavatkoztak a szakadárok oldalán. Szeptemberben az abházok és orosz önkéntesek a tűzszünet megsértésével megtámadták a Gagrát, és Abházia jelentős részét megtisztították a grúz erőktől. Sevardnadze kormányzata Oroszországot gyanúsította a lázadók támogatásával, Grúzia területi épségének megbontásával, a grúz-orosz határ frontvonallá változtatásával. 1992 végére a lázadók ellenőrzésük alá vonták Abházia Szuhumitől északnyugatra eső részét.
A konfliktus megoldatlan maradt 1993 júliusáig, amikor abház lázadók sikertelen támadást indítottak a grúz kézen levő Szuhumi ellen. Körülvették és lőtték a várost, ahol Sevardnadze csapdába esett. Július végén a grúzok győztesnek tekintették magukat. 1993 szeptember közepén az abházok újabb támadást indítottak. Tíznapos súlyos harc után 1993. szeptember 27-én elfoglalták Szuhumit. Sevardnadze éppen csak megszökött a halál elől, miután tarthatatlanná vált helyzete a városban. Akkor döntött a menekülés mellett, amikor a szeparatista mesterlövészek lőni kezdték a szállodát, ahol lakott. Abházok, észak-kaukázusi önkéntesek és szövetségeseik számos atrocitást követtek el a városban maradt grúzokkal szemben, ez a szuhumi mészárlás. A tömeggyilkosságok és rombolások még két hétig folytatódtak, ezerszámra haltak meg és tűntek el az emberek.
Ezután az abház erők gyorsan elfoglalták Abházia többi részét, mert a grúz erőket lekötötte Zviad Gamszahurdia híveinek lázadása Mingréliában. A vereség kaotikus következményei miatt szinte minden grúz elmenekült a régióból. Menekültek a győztesek etnikai tisztogatása elől. Sok ezren meghaltak – különböző becslések szerint 10 000 – 30 000 grúz és 3000 abház esett áldozatul – és mintegy 250 000 ember (többségében grúz) kényszerült elhagyni lakhelyét.
A háború alatt mindkét oldal súlyosan vétett az emberi jogok ellen, az abházok és szövetségeseik etnikai tisztogatását elítélte az Európai Biztonsági és Együttműködési Szervezet (EBESZ) budapesti (1994), lisszaboni (1996) és isztambuli (1999) ülése.

### 21. század, a háború utáni Abházia
2004. október 3-án elnökválasztást tartottak Abháziában. Ezen a választáson Oroszország Raul Khadjimbát támogatta. Ő korábban miniszterelnök volt, Vlagyiszlav Ardzinba szeparatista elnök támogatója. Ardzinba betegsége miatt nem indult. Oroszország elnöke, Vlagyimir Putyin plakátokon támogatta Khadjimbát, aki munkatársa volt a KGB-ben, Szuhumiban. Orosz parlamenti küldöttség érkezett Khadjimba támogatására, meg népszerű énekesek Joszip Kobzon vezetésével.
De Raul Khadjimba elvesztette az elnökválasztást Szergej Bagapssal szemben. A köztársaságban feszült helyzet alakult ki, a választási eredményeket semmisnek nyilvánította a Legfelsőbb Bíróság. Tárgyaltak, majd a riválisok közösen indultak – Bagaphs lett az elnökjelölt és Khadjimba az alelnökjelölt.
2006 júliusában grúz rendőri erők sikeres műveletet indítottak a grúzok lakta Kodori-szoros lázadó adminisztrátora, Emzar Kvitsiani ellen. Őt Grúzia előző elnöke, Eduard Sevardnadze nevezte ki, és nem ismerte el Miheil Szaakasvilit, aki a rózsás forradalomban leváltotta Sevardnadzét. Bár Kvitsiani megszökött, mielőtt a grúz rendőrök elfogták volna, a Kodori-szoros ismét a tbiliszi kormány hatalmába került.
A háború utáni években folyamatos volt a szórványos erőszak. Bár az oroszok békefenntartóként voltak jelen, grúz hivatalnokok rutinszerűen azzal vádolták őket, hogy fegyverrel látják el és pénzügyileg támogatják az abház lázadókat. Az orosz támogatás nyomán az orosz rubel lett Abházia tényleges pénze. Oroszország megkezdte Abházia lakosságának ellátását útlevéllel. Grúzia gyakran vádolta Oroszországot légterének megsértésével, azzal, hogy helikopterekről támadja a Kodori-szoros grúz ellenőrzés alatt álló településeit. 2008 áprilisában egy orosz MiG–29-es – amely ki volt tiltva Grúzia légteréből, beleértve Abháziát is – lelőtt egy grúz pilóta nélküli felderítő repülőgépet.

### A függetlenség kikiáltása után
2008. augusztus 9-én az abház erők tüzet nyitottak a Kodori-szorosban a grúz csapatokra, miután grúzok rakétát küldtek rájuk. Ez összefüggésben állt az akkor zajló orosz–grúz háborúval. Akkoriban döntött úgy Oroszország, hogy fegyverrel támogatja az oszét szakadárokat, akiket Grúzia támadott. A konfliktus Oroszország és Grúzia közötti nyílt háborúvá eszkalálódott. 2008. augusztus 10-én mintegy 9000 orosz katona érkezett Abháziába, jelentősen megerősítve az ott állomásozó orosz békefenntartókat. Mintegy 1000 abház katona indult az Abházián belüli, a grúz kormány ellenőrzése alatt álló terület elfoglalására a Kodori-szoros felső részén. Augusztus 12-én az utolsó grúz csapatok és civilek is elhagyták Abháziát. Abházia függetlenségét 2008. augusztus 26-án ismerte el Oroszország. 2008. november 17-én az abház parlament ratifikálta azt a törvényt, amely engedélyezi Oroszországnak katonai támaszpont építését Abháziában 2009-ben.
2020-ban nagy problémát jelent az országban az áramhiány. Naponta 3-4 órát van a háztartásokban áram, ugyanis a jogi szabályozatlanság miatt rengeteg üzletember itt létesít "bitcoin-bányákat", amelyekhez nagy fogyasztású számítógépek kellenek.